# 洞爺湖温泉
洞爺湖温泉（とうやこおんせん、英: Lake Toya Onsen）は、北海道虻田郡洞爺湖町にある温泉、または洞爺湖町と有珠郡壮瞥町の地名。

## 泉質
- 洞爺湖温泉（源泉名：洞爺5・6・9・12・13号、共同1・2・4・5・6号、KH-1混合泉）[1]
- 湧出地：北海道虻田郡洞爺湖町洞爺湖温泉78-325[1]
- 泉質：ナトリウム・カルシウム—塩化物温泉（中性低張性高温泉）（旧泉質名：含塩化土類—食塩泉）[1]
  - 泉温：50.3℃[1]
  - 知覚：微黄色濁、微炭酸味、無臭[1]
  - pH値：6.7[1]

## 温泉街
洞爺湖の南側湖畔にホテル・旅館・飲食店・みやげ物店などが温泉街を形成しており、無料の足湯や手湯がある。温泉街の湖畔には遊歩道や遊覧船の発着場がある。また、野外彫刻を展示している「とうや湖ぐるっと彫刻公園」があり、気軽に彫刻を鑑賞することができる。山側には2000年（平成12年）の「有珠山噴火」で形成された火口があり、間近で見学することができる（立入禁止区域あり）。

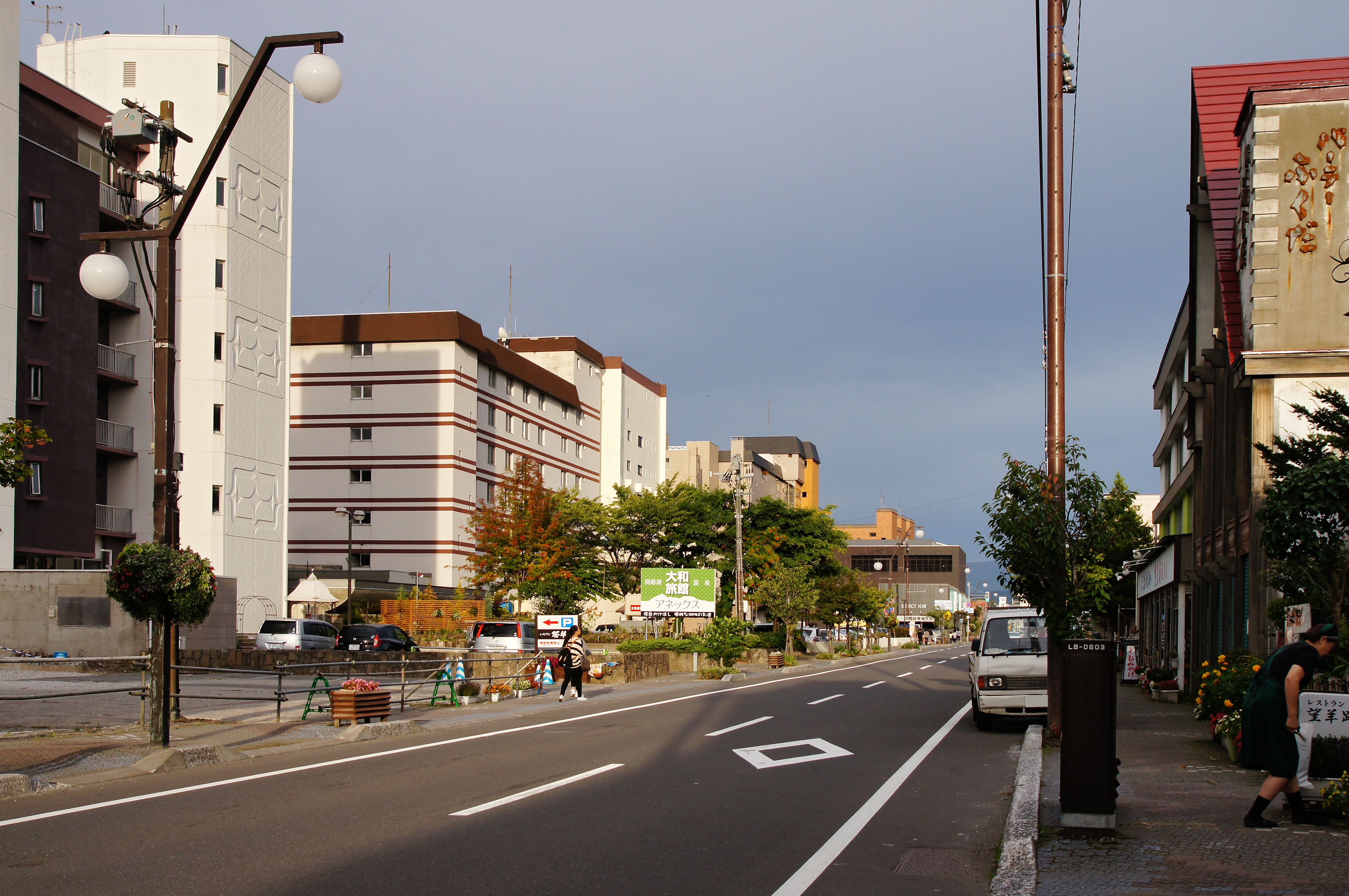
温泉街（2013年9月）
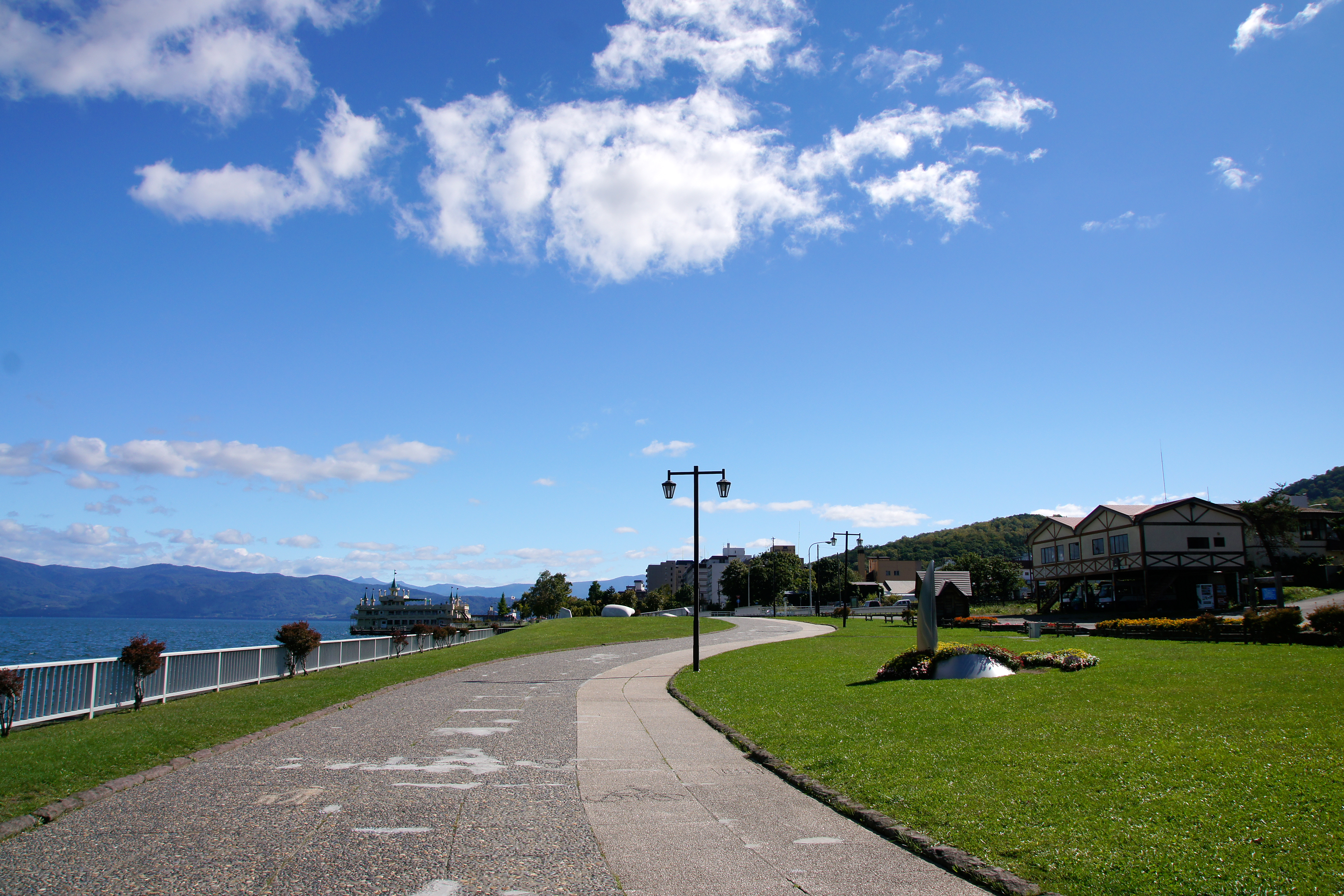
湖畔遊歩道（2013年9月）
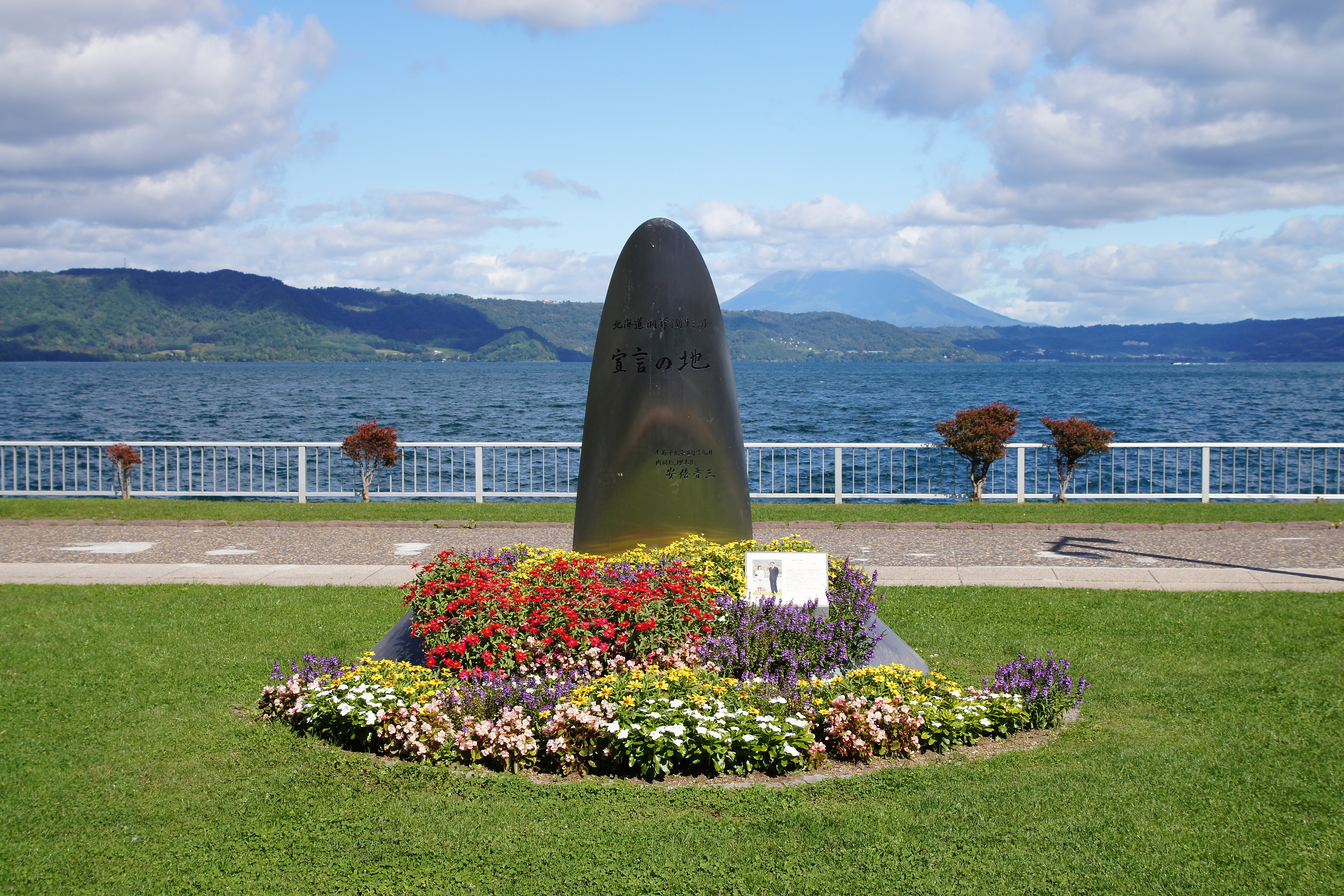
「北海道洞爺湖サミット宣言の地」碑（2013年9月）
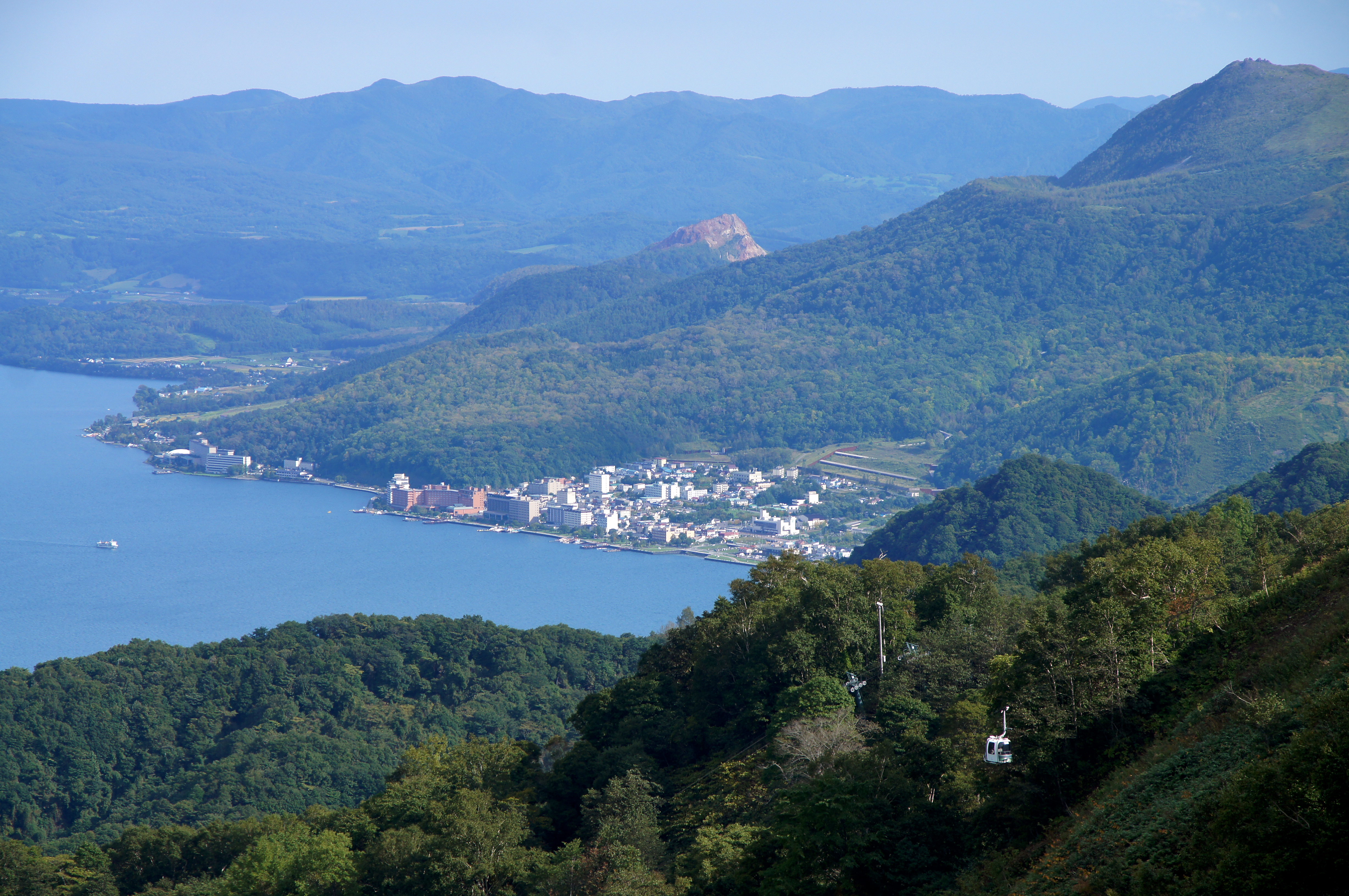
「ザ・ウィンザーホテル洞爺リゾート&スパ」から眺めた温泉街（2013年9月）

## 歴史
1917年（大正6年）6月、三松正夫、杉山春巳、安西岩吉の3人が湖岸で43℃の源泉を発見した。これは、1910年（明治43年）に発生した有珠山の寄生火山（側火山）である「四十三山」（明治新山）の噴火活動によって誕生したものと考えられている。三松らは翌月に北海道庁から利用許可を受け、同年秋には「竜湖館」という温泉宿を始め、洞爺湖の温泉旅館第1号になった。なお、開湯当初は「床丹温泉」（とこたん）という名前であったが、湖名にちなんで「洞爺湖温泉」と改称した。
年表
- 1929年（昭和04年）：日本国有鉄道（国鉄）虻田駅（現在の洞爺駅）—洞爺湖畔間に「洞爺湖電気鉄道」開通し[注 2]、温泉街の形成始まる。
- 1948年（昭和23年）：「洞爺湖温泉観光協会」設立。
- 1949年（昭和24年）：「支笏洞爺国立公園」指定[7]。
- 1960年（昭和35年）：「洞爺湖温泉利用協同組合」設立し、源泉の共同管理開始。
- 1977年（昭和52年）：有珠山噴火し、翌年まで水蒸気爆発が続く。
- 1982年（昭和57年）：『洞爺湖ロングラン花火大会』初開催。
- 2000年（平成12年）：有珠山噴火。
- 2001年（平成13年）：湖畔沿いに足湯「洞龍（とうろん）の湯」開設[8]。
- 2006年（平成18年）：虻田町と洞爺村が合併した「洞爺湖町」が誕生し、旧虻田町の住所が「字洞爺湖温泉町」から「洞爺湖温泉」と変更[9]。
- 2007年（平成19年）：国道230号新ルート開通[10]。「噴水広場」完成[11]。
- 2008年（平成20年）：ザ・ウィンザーホテル洞爺リゾート&スパにて『第34回主要国首脳会議」（北海道洞爺湖サミット）開催[12]。「洞爺湖有珠山ジオパーク」が「日本ジオパーク」認定[13]。
- 2009年（平成21年）：洞爺湖有珠山ジオパークが「世界ジオパーク」認定[13]。
- 2016年（平成28年）：『開湯100年感謝祭』開催[14]。
- 2017年（平成29年）：源泉を利用した地熱発電「洞爺湖温泉KH-1地熱発電所」運用開始[15]。北海道道2号洞爺湖登別線・眺湖通の新道路全線開通[16]。

## イベント
- 『洞爺湖温泉冬まつり』（2月）
- 『洞爺湖ロングラン花火大会』（4月下旬から10月）
- 『洞爺湖マラソン』（5月）[17]
- 『TOYAKOマンガ・アニメフェスタ』（6月）
- 『洞爺湖温泉夏まつり』（7月下旬から8月中旬）
- 『北海道ツーデーマーチ』（9月）
- 『洞爺湖温泉イルミネーショントンネル』（11月上旬から3月上旬）

## 洞爺湖温泉（地名）
洞爺湖温泉（とうやこおんせん）は、虻田郡洞爺湖町と有珠郡壮瞥町の地名。温泉街の大半は洞爺湖町にあるが、旧「日鐵湖翠荘」より東側は壮瞥町となる。「洞爺湖温泉観光協会」の所在地は洞爺湖町にあるが、壮瞥町の施設も加盟している。地元では「洞爺湖温泉」の呼称に「湖」を抜いて「洞爺温泉」と称する場合があり、旧洞爺村温泉が「洞爺温泉」になっても郵便局、NTT電話交換ビル（旧電話交換所）、信用金庫、ガソリンスタンドなどにその表記が見られる。また、地区の通称として「温泉地区」という呼称があるほか。「洞爺」の語源となったアイヌ語の「トヤ」は、元来旧洞爺村洞爺町（とうやまち）付近を指す地名であるが、洞爺湖温泉が発展したことから「向洞爺」（むこうどうや）と呼称する場合がある。

### 交通
鉄道は北海道旅客鉄道（JR北海道）洞爺駅が最寄駅、高速道路は道央自動車道虻田洞爺湖ICが最寄ICになっている。
バス

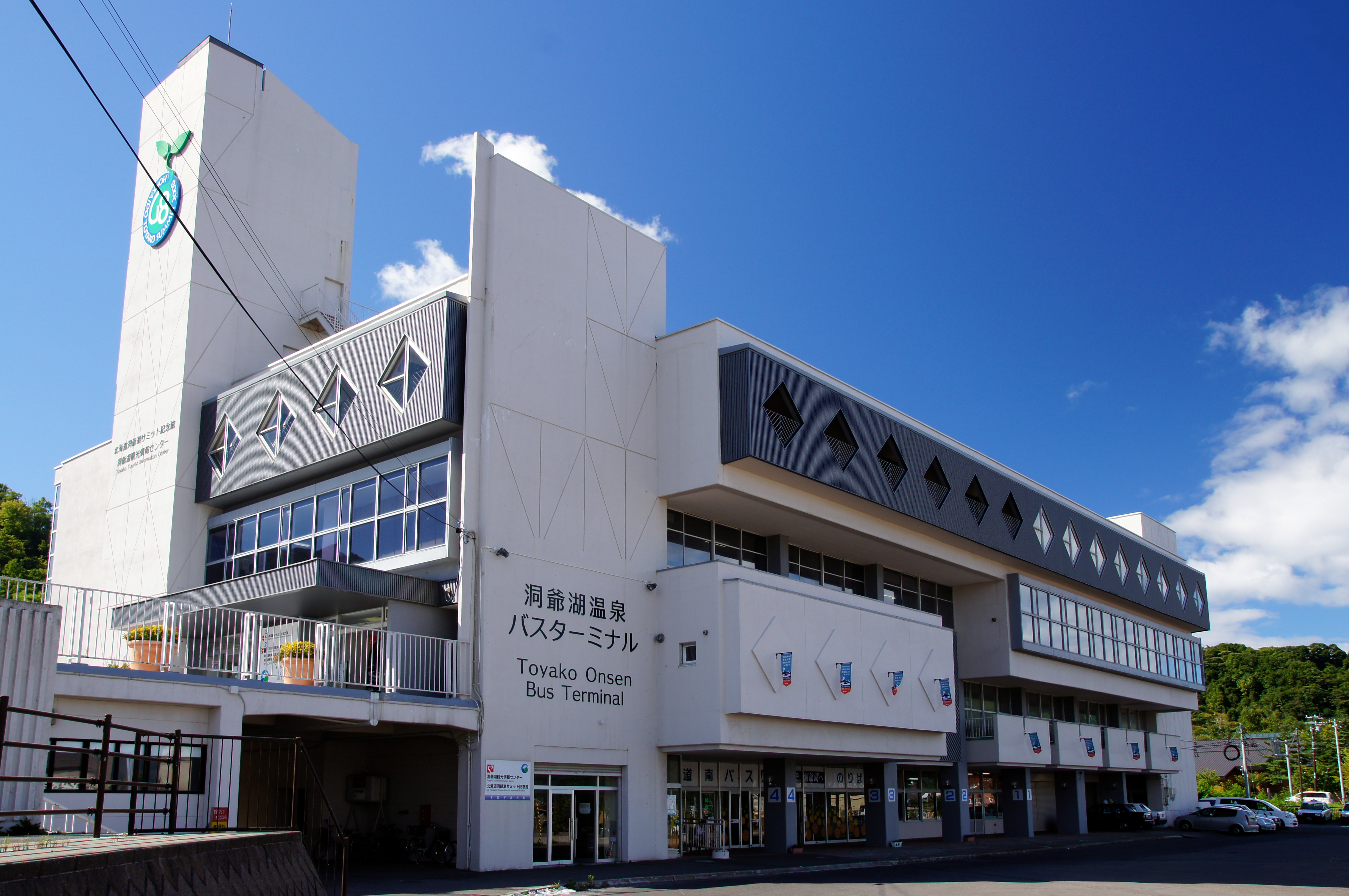
洞爺湖温泉バスターミナル（北海道洞爺湖サミット記念館内）（2013年9月）

道路
- 一般国道
  - 国道230号
- 都道府県道
  - 北海道道2号洞爺湖登別線

船舶
- 洞爺湖汽船（遊覧船）
  - 駅前桟橋 - 中島 - 駅前桟橋

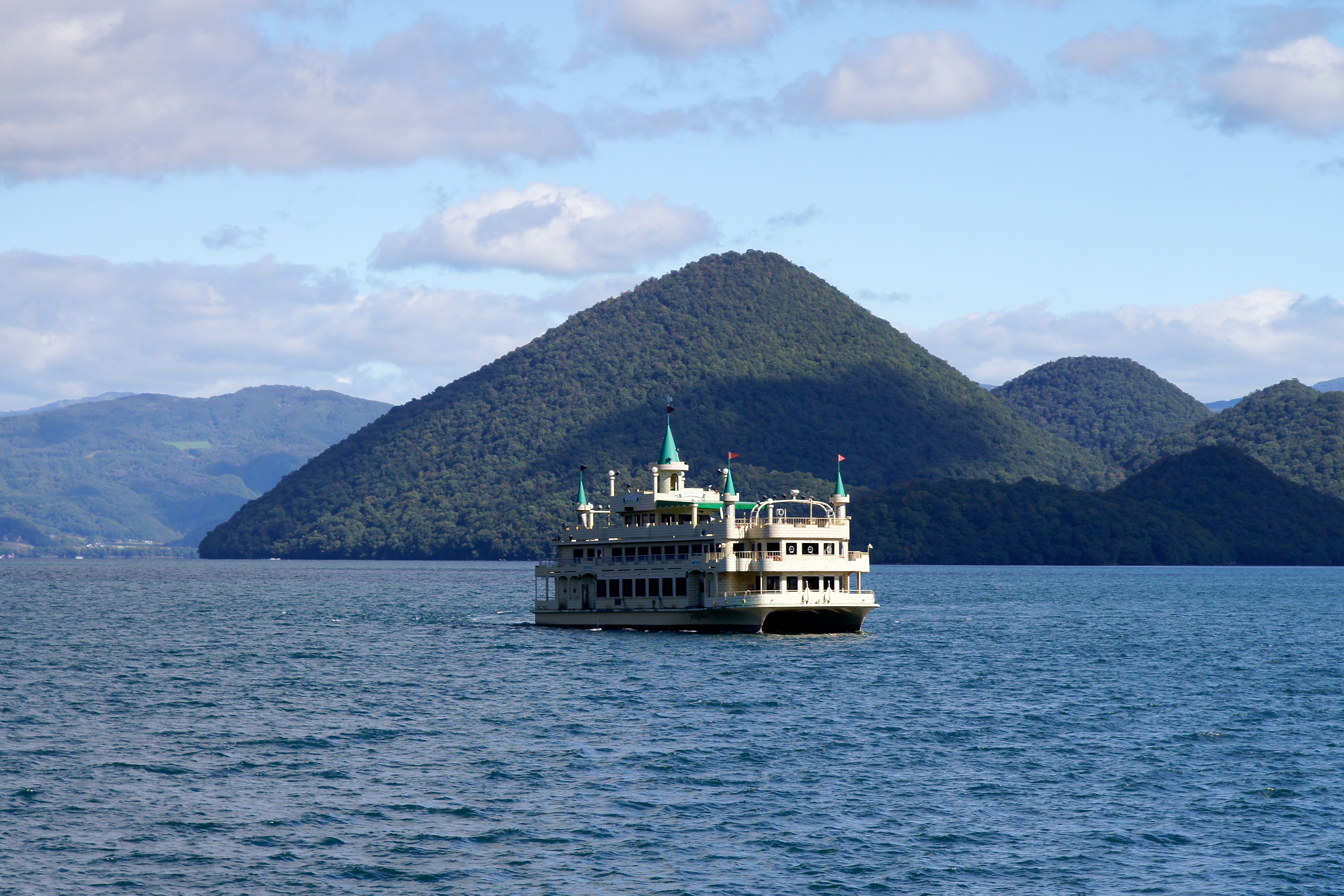
遊覧船と中島（2013年9月）
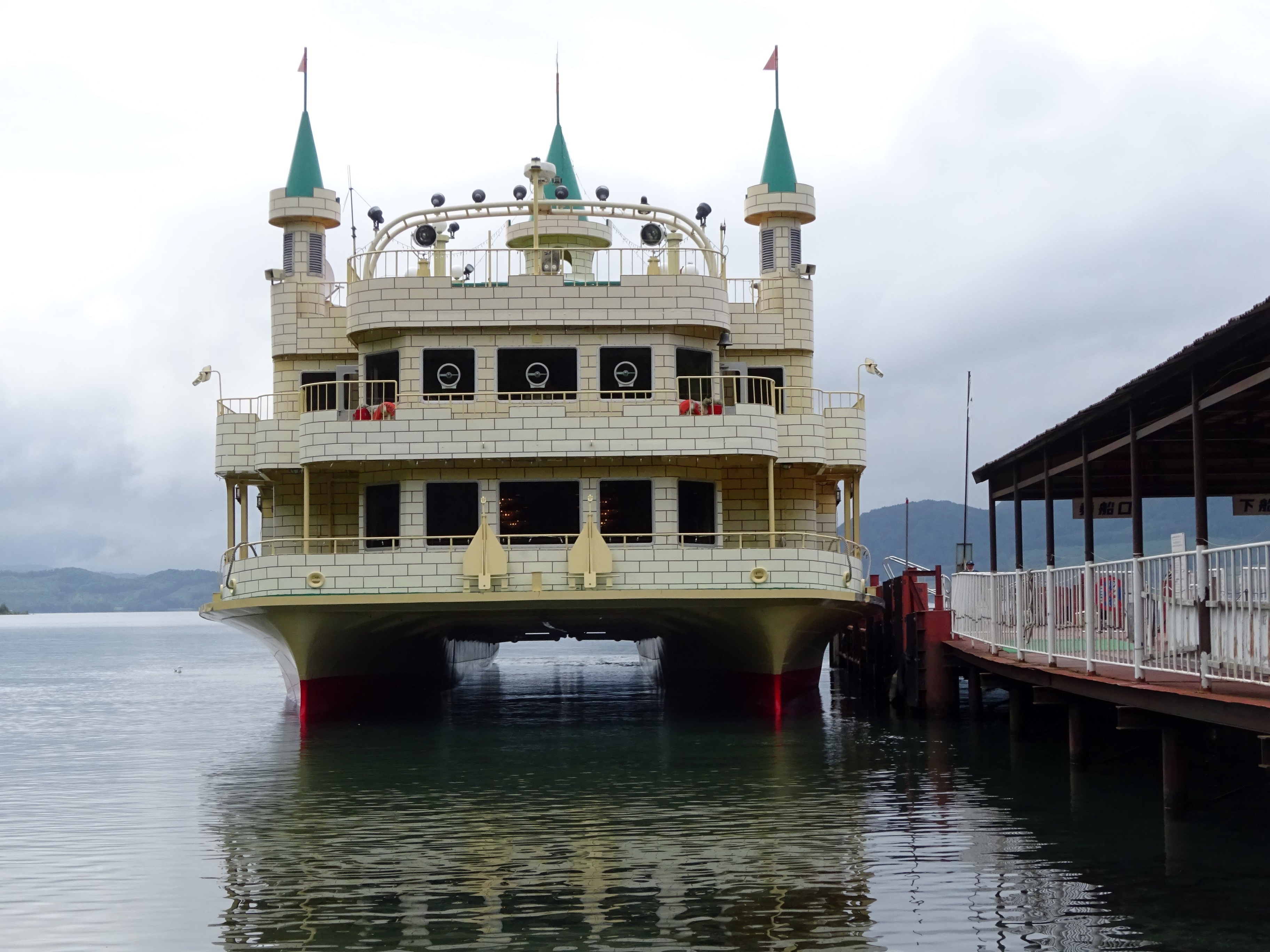
洞爺湖汽船所有双胴船「エスポアール」（2022年6月）

### 施設
洞爺湖町
- 北海道洞爺湖サミット記念館
- 洞爺湖町役場洞爺湖温泉支所
- 洞爺湖文化センター
- 洞爺湖ビジターセンター・火山科学館
- とうや湖コミュニティーセンター
- 桜ヶ丘保育所
- 洞爺温泉郵便局
- 伊達信用金庫洞爺温泉支店
- わかさいも本舗洞爺湖本店、洞爺湖売店
- 北海ホテル
- ホテルグランドトーヤ
- 洞爺観光ホテル
- ザ レイクビューTOYA 乃の風リゾート
- 洞爺湖万世閣ホテルレイクサイドテラス
- 洞爺 湖畔亭
- 洞爺 ごきらく亭
- 洞爺温泉ホテル華美
- ゆとりろ洞爺湖

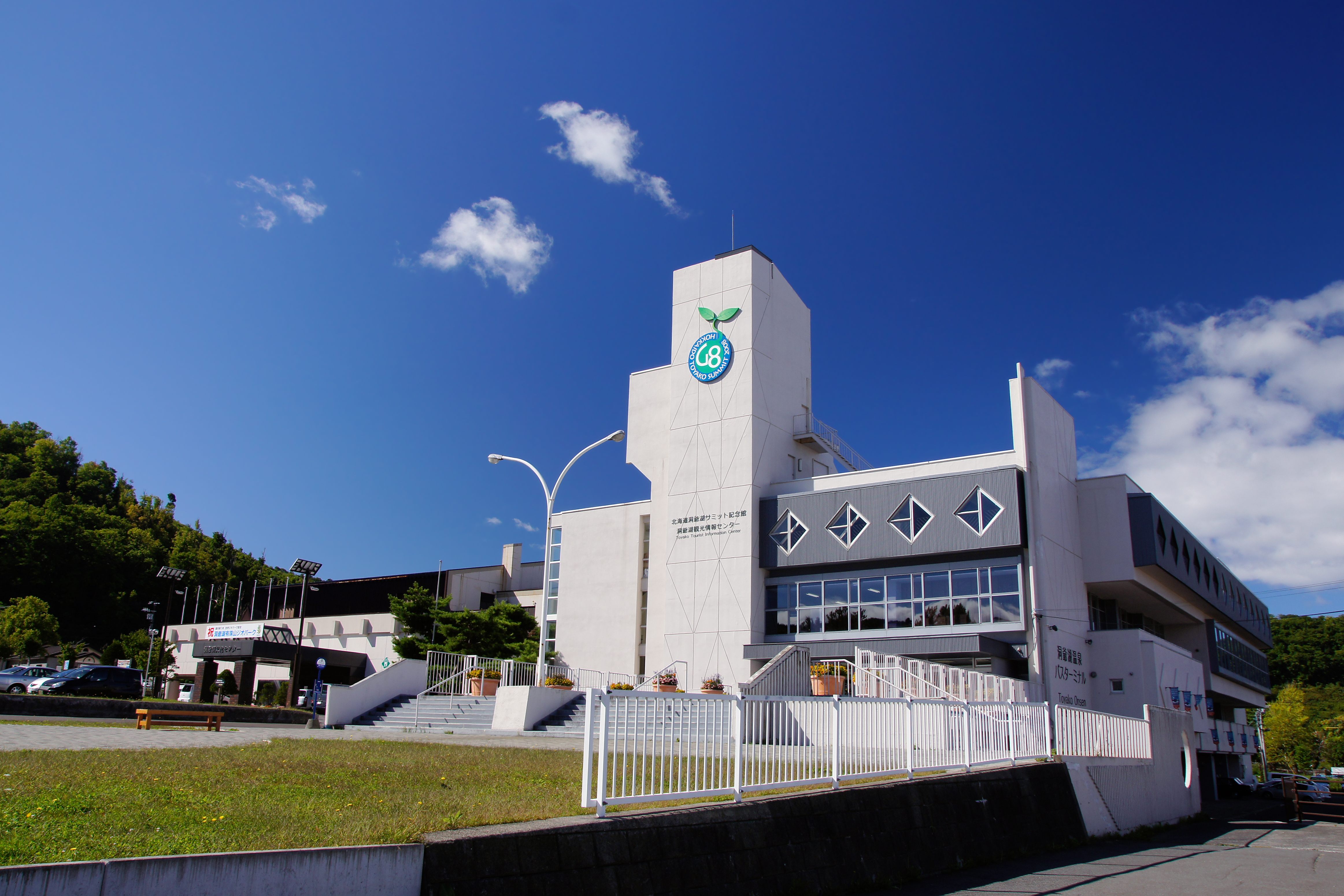
北海道洞爺湖サミット記念館（洞爺湖観光情報センター）（2013年9月）
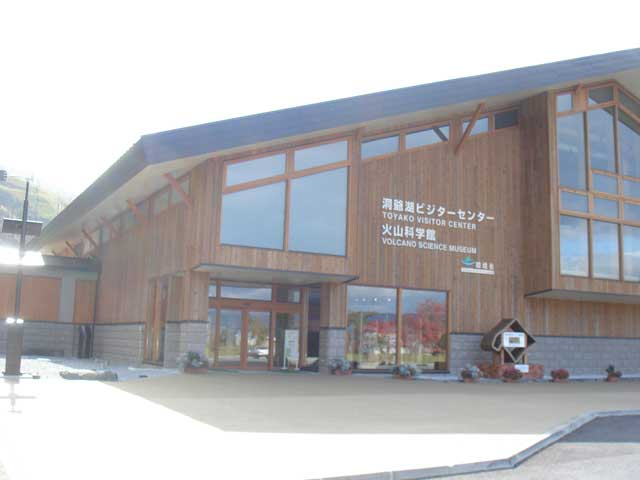
洞爺湖ビジターセンター・火山科学館（2007年9月）

壮瞥町
- 洞爺サンパレスリゾート&スパ